# 白石宗実
白石 宗実（しろいし むねざね）は、戦国時代から安土桃山時代にかけての武将。陸奥の伊達氏の家臣。「也」の字を前立にした兜を着用していたという。

## 生涯
天文14年（1545年）または天文22年（1553年）、伊達氏の家臣・白石宗利の子として誕生。祖父・宗綱が伊達晴宗に仕え、宗実は伊達輝宗の頃から伊達氏に仕えた。
天正11年（1584年）、輝宗・政宗父子に従って相馬氏との戦いに従軍。天正12年（1585年）、主君・政宗が伊達氏から離反した大内定綱の小手森城を攻めた際に、これを破るのに貢献した。その後、先代・輝宗が二本松義継に殺害されたことにより二本松氏と激しい抗争が繰り広げられたが、相馬義胤から和睦勧告の提示を政宗に取り次ぎ、和睦成立に貢献した。その後の人取橋の戦いでも武功を挙げた。これらの功績により天正13年（1586年）、定綱の旧領・安達郡塩松33邑を加増され、先祖伝来の白石城から移って宮森城主となった。天正16年（1589年）、伊達氏と蘆名氏が南奥の覇権を巡って争った摺上原の戦いにも参加し、武功を挙げた。
天正18年（1591年）、豊臣秀吉に臣従していた主君・政宗は、葛西大崎一揆鎮圧後、岩出山に移封となることになった。宗実の所領であった安達郡は没収されることになったため、代わりに胆沢郡水沢城主を任され15,000石の所領を与えられた。
文禄2年（1593年）より、豊臣氏による文禄・慶長の役に参加し、朝鮮へ渡海した。慶長4年（1599年）、朝鮮からの帰国直後、山城国の伏見において死去した。享年47、または55。
宗実には男子がなかったため、娘婿の梁川宗直（梁川宗清の長男）が、白石氏の家督を継いだ。

## 逸話
- 政宗が14歳の時、気持ちを引き立てさせるために、9歳になる一人娘を男装させ、仕えさせた[4]。のちに政宗は、この宗実の娘に白石宗直を入嗣させた。